# Глас, Хорхе
Хо́рхе Дави́д Глас Эспине́ль (исп. Jorge David Glas Espinel; испанское произношение: [ˈxoɾ.xe ðaˈβið ɣlas espiˈnel]; род. 13 сентября 1969, Гуаякиль) — эквадорский политический и государственный деятель. Вице-президент Эквадора (2013—2017).

## Ранние годы жизни
Хорхе Глас родился 13 сентября 1969 года в Гуаякиле. В юности состоял в бойскаутской организации; там же познакомился с будущим президентом Рафаэлем Корреа, с которым и ныне поддерживает дружеские отношения.

## Политическая карьера
С 2007 года Глас работал в правительстве Рафаэля Корреа. В 2007—2009 годах он был генеральным директором Фонда солидарности — объединения нескольких государственных энергетических и телекоммуникационных компаний, призванного ускорить развитие депрессивных районов страны. Также он был президентом Национального совета по делам телекоммуникаций.
В 2009—2010 годах Глас был министром по делам телекоммуникаций и информационного общества, а в 2010—2012 годах — министром-координатором стратегического сектора. По его руководством было осуществлено слияние двух государственных телекоммуникационных компаний — Andinatel С. А. и Pacifitel С. А. в единую Национальную корпорацию телекоммуникаций; он же стал первым руководителем новой корпорации.
В 2010 году Глас перешёл на должность министра-координатора стратегического сектора, которую занимал до 2012 года. На этом посту он был ответственен за строительство нескольких новых ГЭС, деньги на которое были взяты в кредит у ряда китайских банков.
На президентских выборах 2013 года Хорхе Глас был кандидатом на пост вице-президента в паре с Рафаэлем Корреа. По итогам выборов тандем Корреа — Глас одержал убедительную победу с 57,17 % голосов. 24 мая 2013 года состоялась инаугурация Корреа на третий президентский срок, а Гласа — на первый срок на посту вице-президента.
На президентских выборах 2017 года Хорхе Глас вновь был кандидатом на пост вице-президента — на этот раз в паре со своим предшественником на вице-президентском посту Ленином Морено. Во втором туре выборов тандем Морено — Глас одержал победу с 51 % голосов. Их инаугурация прошла 24 мая 2017 года. 3 августа 2017 года, на фоне обвинений Гласа генеральной прокуратурой Эквадора в хищениях, президент Морено утвердил указ о лишении всех полномочий своего вице-президента.

## Обвинения в плагиате
22 сентября 2008 года Хорхе Глас получил учёную степень в области электротехники и электроники в Высшей политехнической школе Литораля. 3 января 2013 года стал депутатом Национальной ассамблеи Эквадора от партии «Патриотическое общество» Гало Лара обвинил Гласа в том, что в его диссертации содержится плагиат. Эквадорские законы предусматривают образовательный ценз для лиц, занимающих высшие государственные должности; по словам Лары, диссертация Гласа не имеет силы, из чего следует, что он занимал должность руководителя Фонда солидарности (и все последующие должности в правительстве) незаконно. Профессор Женове Гнеко (исп. Genove Gneco) из Доминиканской Республики, известный тем, что нашёл плагиат в работах четырёх высших госчиновников своей страны, в том числе президента Данило Медины, взялся проверить диссертацию Гласа: по его словам, 35 % работы являются плагиатом. Диссертационный совет Высшей политехнической школы Литораля объявил работу Гласа подлинной и снял с него все обвинения; при этом сам Глас признал, что в его диссертации существуют проблемы с цитированием и впредь он будет относиться к ним внимательней.

## Уголовные дела, убежище в посольстве Мексики и новый арест
Хорхе Гласа обвинили в получении взяток от строительной компании Oderbrecht. Прокуратура показала аудиозапись, на которой слышно, как Глас и один из чиновников Эквадора разрабатывают схему получения взятки. Хорхе вину не признал, но, тем не менее, в декабре 2017 года его приговорили к шести годам тюрьмы. В апреле 2020 года по дополнительным обвинениям его приговорили еще к 8 годам тюрьмы, а в январе 2021 года — еще к 8 годам. В апреле 2022 года он был освобожден по решению суда на том основании, что его права были нарушены, а также в связи с состоянием здоровья, но вскоре решение о его освобождении было отменено.
В ноябре 2022 года Хорхе Гласа вновь освободили, но он не мог покинуть страну до окончания срока наказания. Однако прокуратура заявила, что ему будут предъявлены новые обвинения, связанные со средствами на восстановление провинции Манаби после землетрясения 2016 года. Тогда в декабре 2023 года Хорхе Глас пришел в посольство Мексики в Кито и попросил политического убежища, утверждая, что его преследуют по политическим мотивам.
Он оставался в мексиканском посольстве до 5 апреля 2024 года, когда власти Мексики решили предоставить ему политическое убежище. Власти Эквадора назвали предоставление убежища незаконным и потребовал выдать Гласа. Мексиканские дипломаты отказались это сделать, и тогда 5 апреля 2024 года эквадорские полицейские ворвались в посольство Мексики и арестовали Гласа. Власти Мексики сообщили, что несколько дипломатов получили ранения в ходе штурма посольства. После этого Мексика приостановила дипломатические отношения с Эквадором, и ее власти сообщили, что обратятся в Международный суд ООН с просьбой осудить Эквадор за нарушение международного права.

## Семья
Отец Хорхе Гласа, Хорхе Глас Виехо (исп. Jorge Glass Viejó) в 2015 году был признан виновным в неоднократном изнасиловании 13-летней девочки и приговорён к 20 годам лишения свободы. Приговор был оглашён ему заочно, так как в это время он находился в больнице.